# イェシル川
イェシル川（イェシルがわ）またはイェシルウルマク、イェシルルマク (トルコ語: Yeşilırmak, 直訳: 緑の川)は、トルコ・アナトリア半島北部の河川。古代ではイリス川 (イリスがわ、古代ギリシア語: Ἶρις)と呼ばれていた。スィヴァスの北東に源流があり、トカットやアマスィヤを経由する。ポントス山脈とチャルシャンバ平野を貫き、サムスンの東で黒海に至る。全長418 km (260 mi)。
支流にチェケレク川 (古代のスキュラクス川)やケルキト川 (同リュクス川)がある。

## 歴史
紀元前1世紀に、ペルガモンのメニッポスがイェシルルマク（イリス川）に言及している。
ストラボンの『地理誌』によれば、イリス川はダズィモンティス（カショヴァ）平野の町コマナ・ポンティキ(北緯40度17分41秒 東経36度17分48秒 / 北緯40.2947808度 東経36.296736度)やガズィウラ（おそらく現在のトゥルハル）を通り、スキュラクス川と合流 (北緯40度33分42秒 東経35度45分34秒 / 北緯40.5615797度 東経35.7595217度)した後、アマセイア（現アマスィヤ）を通ってファナロイア峡谷にいたるとされている。
アレクサンドリアのディオニュシオス以降、イリス川はたびたび40キロメートル東方に河口を持つテルモドン川（テルメ川）と混同されることが多い。テルモドン川も同様にテミスキュラ平野（チャルシャンバ平野）を通る川であるが、イリス川よりはるかに小さく澄んだ川である。